# Akela (zoologia)
Akela Peckham & Peckham, 1896 è un genere di ragni appartenente alla Famiglia Salticidae.

## Etimologia
Il nome del genere deriva da Akela, personaggio immaginario (lupo capobranco) de Il libro della giungla e Il secondo libro della giungla di Rudyard Kipling.
Vi sono altri 3 generi di ragni della famiglia Salticidae che condividono questa peculiarità: Nagaina, Bagheera e Messua.

## Distribuzione
Delle tre specie oggi note di questo genere, 2 sono diffuse nell'America centrale e meridionale e 1 in Pakistan.

## Tassonomia
A dicembre 2010, si compone di tre specie:
- Akela charlottae Peckham & Peckham, 1896[3] — Guatemala, Panama
- Akela fulva Dyal, 1935 — Pakistan
- Akela ruricola Galiano, 1999 — Brasile, Uruguay, Argentina

### Specie trasferite
Ben 13 specie, originariamente descritte e classificate in questo genere (2 da Simon e 11 da Mello-Leitão) sono state trasferite ai generi Chira (2), Simonurius (4), Phiale (1), Tullgrenella (2), Dendryphantes (1), Ilargus (2) e Hisukattus (1) a seguito di uno studio dell'aracnologa Galiano del 1988.